# Casseta & Planeta

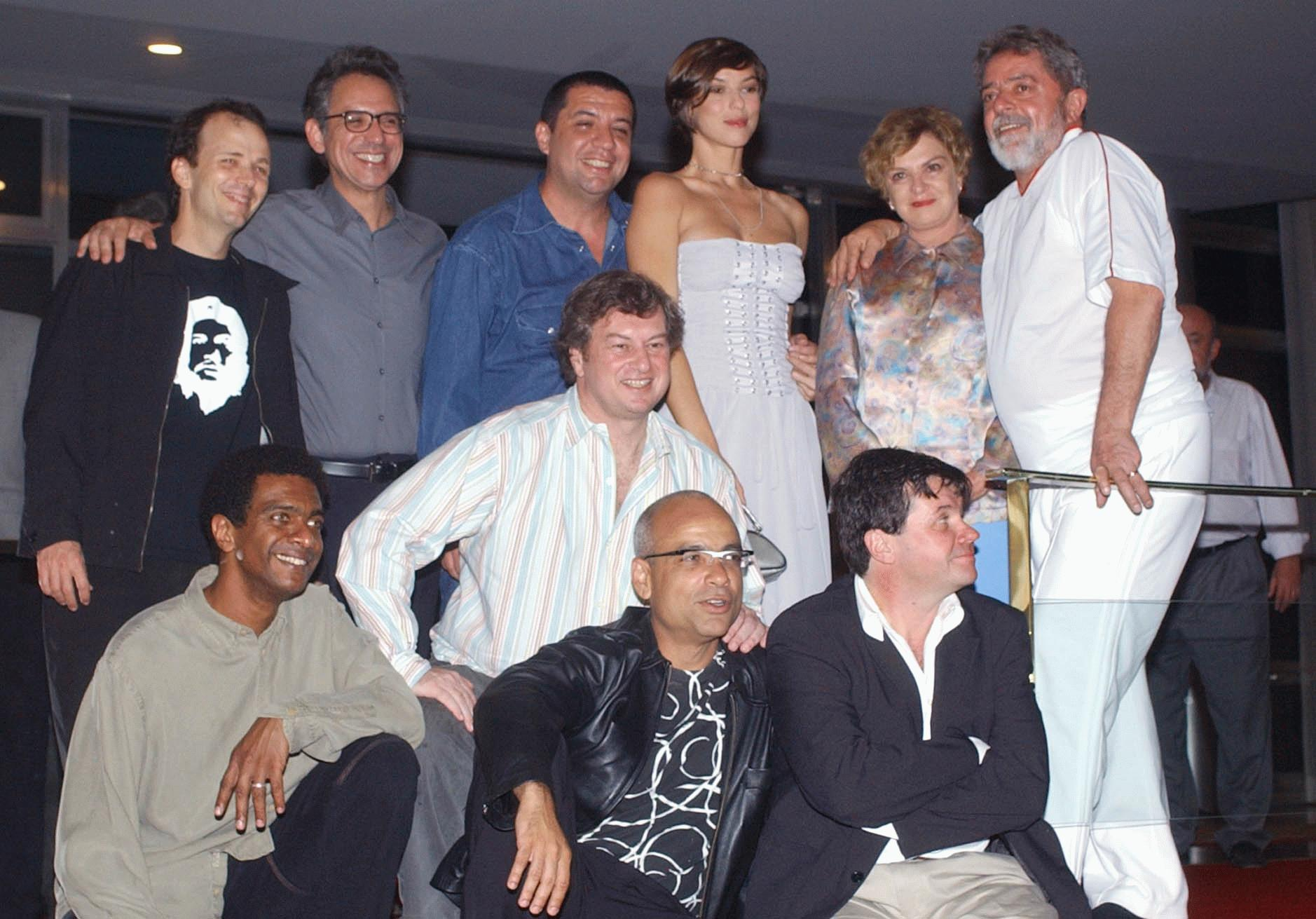
El presidente de Brasil, Lula da Silva, y su esposa Marisa posan junto al grupo Casseta & Planeta, Brasilia, 2003.

Casseta & Planeta es un grupo humorístico brasileño, creado con la fusión de las turmas de dos publicaciones de Río de Janeiro: la revista Casseta Popular y el tabloide El Planeta Diario que hacen humor acerca de temas del cotidiano.
A mediados de los años 80 los trabajos de los dos grupos convergieron (en periódicos, vueltas a ver, discos, shows, libros y películas) en una mezcla del nonsense del Monty Python con la sátira al cotidiano del Saturday Night Live. Su incorreção política es clásica: los Cassetas no ahorran en sus gagues, diversos grupos étnicos, religiosos, minorías (sobran piadas de portugueses, judíos, gitanos, políticos, homosexuales, borrachos, gaúchos, baianos, argentinos, entre otros) y sobre acontecimientos actuales.
El grupo fundó la empresa Toviassú Producciones Artísticas (el nombre Toviassú es un siglema compuesto por las sílabas iniciales de la frase Todo viado es sordo). Cada uno de los seis miembros tiene una función específica en esa firma. 
El principal vehículo del grupo fue el Casseta & Planeta, urgente!, su extinto programa de las noches de martes en la Red Globo. El grupo también tiene un website, lanzó best sellers y licenció varios productos --- por ejemplo, el Machobol, una parodia del frescobol.

## Historia

### Primórdios: Casseta Popular y Planeta Diario
En 1978  los alumnos de la UFRJ Beto Silva, Helio de la Peña y Marcelo Madureira inauguraron la fanzine de humor Casseta Popular. Dos años después, la Casseta Popular fue transformada en tabloide, el mismo año en que Bussunda y Cláudio Manoel se juntaron al grupo. Al largo de la primera mitad de los años 80, el periódico es vendido en bares, playas y en la noche de Río de Janeiro.
En 1984 ocurrió el show Casseta in Concert --- Coral Coro de Pica, lo que sería el embrión de la banda Casseta & Planeta.
En diciembre del mismo año, Reinaldo, Hubert y Cláudio Paiva, ex-redactores del Pasquim, lanzaron el tabloide mensual El Planeta Diario (mismo nombre del periódico en que Clark Kent trabajaba). Famoso por sus titulares falsos (Papa bota huevo en la misa del Gallo, Gobierno hace reforma agraria en la Casa de campo del Pica-Palo Amarillo, Simony arrebenta la boca del globo mágico), el Planeta llegó a vender 100.000 ejemplares por edición—un número invejável para un periódico alternativo. Desde su primer número El Planeta Diario contó con colaboraciones del grupo Casseta Popular.

### Almanaque
En 1986, con el apoyo del Planeta Diario, fue lanzada la revista Almanaque Casseta Popular, que ganaría fama con la irreverência de sus portadas y sus temas absurdos. En esa publicación, los grupos pasaron a colaborar regularmente.
En 1987 el El Planeta Diario entró en acuerdo con la DC Comics y renunció al uso del nombre Perry White.  Los dos grupos se juntan en la creación del influyente Vandergleyson Show, especial humorístico de fin de año de la TV Bandeirantes. La asociación televisiva sería mantenida el año siguiente.

### Red Globo
El equipo creativo conjunta firmó contrato con la Red Globo en 1988, haciéndose responsable pelo TV Pirata junto con Luís Fernando Veríssimo, Patrícia Travassos y otros redactores. Cláudio Paiva deja el cargo de editor del Planeta para dedicarse al programa; Hubert y Reinaldo siguen con el periódico.
Fue entonces lanzado nacionalmente el conjunto musical reuniendo los dos grupos (incluyendo Mu Chebabi y Emanuel Jacobina), aún llamado Casseta Popular & Planeta Diario. Enseguida, la Casseta Popular y el Planeta Diario unieron fuerzas en apoyo a la "candidatura" del Mono Tião para alcalde de Río de Janeiro, que terminó la elección en tercer lugar, con 9,5% de los votos.

### Disco, carnaval y Doris
En 1989 el nombre de la banda fue reducido para Casseta & Planeta por ocasión del lanzamiento del disco Negro con un Agujero en medio. La banda aún grabó dos álbumes más (pero sin el éxito del primero) e hizo varias turnês pelo Brasil.
En 1990,  ya bajo la grife Casseta & Planeta, la turma hace la cobertura del carnaval para la Red Globo, en su primera participación televisiva como grupo cómico.
Tras pocos episodios de la tercera temporada, TV Pirata fue cancelado, retornando al horario noble, con nuevo concepto, en 1992. Después, en asociación con el director José Lavigne, el grupo presentó el piloto de un nuevo programa, lanzado el año siguiente como Doris para Mayores.
En 1991 la Red Globo escaló el grupo para Doris para Mayores, presentado por Doris Giesse, que mezclaba reportajes serios y humor. Los Cassetas escriben y actúan en el programa, que duró sólo un año.

### Casseta & Planeta, Urgente!
En 1992 entró en el aire Casseta & Planeta, Urgente!, secuencia de la plantilla de Doris para Mayores, apoyado en el lema Periodismo hube mentido, humorismo verdad.
La Casseta Popular y el Planeta Diario funden sus esfuerzos en la mídia impresa creando la revista Casseta & Planeta, que fue publicada hasta 1995.
En 1994 a ex-VJ Maria Paula sustituyó Kátia Maranhão en el puesto de octava casseta.
- Lanzado el primer libro con la grife Casseta & Planeta.

### Web oficial
En 1995, primer año de operaciones comerciales de la internet en Brasil, fue lanzado o sitio oficial del Casseta & Planeta en la Web.

### Programa semanal
En 1998,  debido a la buena audiencia, la Red Globo acorta el programa (de 60 para 30 minutos), transformándolo en semanal.

### Película
En 2003 la revista Vea incluyó el grupo en ranking de los artistas más influyentes de Brasil. Ese año fue lanzado Casseta & Planeta: La Copa del Mundo es Nuestra, el primero larga-metragem de la turma, con participaciones especiales de Tony Hecho, Deborah Secco y Carlos Alberto Torres.

### Muerte de Bussunda y según película
Bussunda falleció en Alemania durante la cobertura de la Copa del Mundo de 2006. En votación entre los telespectadores, Hubert fue elegido nuevo intérprete del presidente Lula. Fue lanzado la película Sus problemas acabaron!

### Fin del programa de TV
En 26 de noviembre de 2010 el grupo anunció el fin del programa Casseta & Planeta, Urgente!, tras 18 años en el aire en la Red Globo. En nota, la Tele Globo informó que la decisión fue tomada en conjunto entre la dirección de la emisora y los humoristas, que van a dedicarse a un nuevo proyecto aún no definido. El último episodio del programa fue al aire en 21 de diciembre de 2010. Aún según la nota, la Red Globo informó que todos los integrantes del grupo humorístico decidieron dar inicio a proyectos personales.

### Casseta & Planeta Va Fondo
En agosto de 2011, el grupo volvió atrás y anunció que en abril de 2012, el programa podría volver a la programación de la emisora en un formato totalmente diferente de los anteriores. Maria Melilo, vencedora de la 11.ª edición del Big Brother Brasil y la actriz Miá Mello entraron en el lugar de la presentadora Maria Paula. El programa es renombrado como Casseta & Planeta Va Fondo. El programa fue dirigido por los propios seis "cassetas", en el lugar de José Lavigne, y no tuvo más parodias de novelas (con la salvedad de un esquete basado en Salve Jorge) y bordões. Hubo también menos dramaturgia, más ideas, animaciones, y fue grabado en locações, fuera del estudio. El programa fue cancelado en diciembre de 2012 por falta de audiencia.

## Novelas de la Red Globo parodiadas por Casseta e Planeta
Una de las marcas de Casseta e Planeta son las novelas de la Red Globo que son satirizadas por el programa. Generalmente son las novelas de las ocho horas que son mostradas durante el programa.

### 1993
- Renascer
- Gata Felina - Parodia de la novela Fiera Herida
- Hube Visto Herida - Parodia de la novela Fiera Herida

### 1996
- Sonreía de Dolor - Parodia de la novela Historia de Amor
- Cara en la Laguna - Parodia de la novela Cara y Corona
- Espirra Plata - Parodia de la novela Vuelca-Amplia
- Perejil de la Dengue - Parodia de la novela Perejil y Merengue
- Daonde Canción - Parodia de la novela Explota Corazón
- Ojo del Fondo - Parodia de la novela El Dueño del Mundo
- El Rey del Galho - Parodia de la novela El Rey del Gado

### 1997
- A Desmayada - Parodia de La Indomada
- A Incomodada - Parodia de La Indomada
- Ángel, Miau - Parodia de Ángel Malo
- Banjo mal - Parodia de Ángel Malo
- Banjo de Mí - Parodia de Ángel de Mí

### 1998
- Por favor - Parodia de Por Amor
- Torre de Pastel - Parodia de Torre de Babel
- Mío Bien Descender - Parodia de Mi Bien Querer
- Dio Sin Querer - Parodia de Mi Bien Querer
- Cerdo Dorado - Parodia de Cuerpo Dorado
- Cuerno Dorado - Parodia de Cuerpo Dorado
- Pecado Real - Parodia de Pecado Capital
- Pecado en la Capital - Parodia de Pecado Capital

### 1999
- Sudado Moreno - Parodia de Suave Veneno
- Sudado y Fedendo - Parodia de Suave Veneno
- Fallo Nostra - Parodia de Tierra Nostra
- Fuerza de un Pan de Queso - Parodia de Fuerza de un Deseo
- Fuerza entope Beso - Parodia de Fuerza de un Deseo
- Fuerza de un Dejeto - Parodia de Fuerza de un Deseo
- Fuerza de un Despejo - Parodia de Fuerza de un Deseo
- Fernando en las Nubes - Parodia de Andando en las Nubes
- Fila Maria Helena - Parodia de Vila Madalena
- Vila Macarena - Parodia de Vila Madalena
- Vuelca Madalena - Parodia de Vila Madalena

### 2000
- Esculachos de Familia - Parodia de Lazos de Familia
- Chifres de Marília - Parodia de Lazos de Familia
- Guga-Guga - Parodia de Uga-Uga

### 2001
- Cerdo con Vinagres - Parodia de Puerto de los Milagros
- El Siliclone - Parodia de Lo Clone
- Un Ángel Quebró el Cielo - Parodia de Un Ángel Cayó del Cielo
- Un Marmanjo Cayó del Cielo - Parodia de Un Ángel Cayó del Cielo
- Un Banjo Cayó del Cielo - Parodia de Un Ángel Cayó del Cielo
- Fila de la Tía - Parodia de Las Hijas de la Madre
- Estrella Virgem - Parodia de Estrella-Guía

### 2002
- Ereção de Estudiante - Parodia de Corazón de Estudiante
- Ex-pelanca - Parodia de Esperanza
- Semejanza - Parodia de Esperanza
- El Queso del Vampiro - Parodia del Beso del Vampiro
- El Peido del Vampiro - Parodia del Beso del Vampiro
- El Beso del Vampiço - Parodia del Beso del Vampiro

### 2003
- Mujeres Recauchutadas - Parodia de Mujeres Enamoradas
- Famosidade - Parodia de Celebridade
- Ahora Quien Manda es las Panelas - Parodia de Ahora ES que Son Ellas
- Chocolate Saluda - Parodia de Chocolate con Pimenta
- Cuba Da Caña - Parodia de Kubanacan
- Bundancan - Parodia de Kubanacan

### 2004
- Hedor de Pescado - Parodia de Del Color del Pecado
- Tá Gordo y Pesado - Parodia de Del Color del Pecado
- Cocinar el Huevo - Parodia de Comenzar de Nuevo
- Sin hora pro Intestino - Parodia de Señora del Destino

### 2005
- Amerreca - Parodia de América
- Alma Gima - Parodia de Alma Gemela
- Baleissima - Parodia de Belíssima
- Raissíssima - Parodia de Belíssima

### 2006
- Plásticas de la vida - Parodia de Páginas de la Vida

### 2007
- Paraíso Dobilau - Parodia de Paraíso Tropical
- Sus Taras - Parodia de Dos Caras
- Dos Coronas - Parodia de Dos Caras

### 2009
- Con la mía en las Indias - Parodia de Camino de las Indias
- Caras y Locas - Parodia de Caras & Bocas
- Vine A Ver Artista - Parodia de Vivir la Vida
- Deber la Deuda - Parodia de Vivir la Vida

### 2010
- Dichos en las Paralelas - Parodia de Escrito en las Estrellas
- Pegassione - Parodia de Passione
- Panetone - Parodia de Passione
- Paraguaya - Parodia de Araguaia
- Avenida Barril - Parodia de Avenida Brasil

## Integrantes
- Bussunda (fallecido en 2006)
- Reinaldo
- Hubert
- Cláudio Manoel
- Helio de la Peña
- Beto Silva
- Marcelo Madureira
- Maria Paula (desde 1994 hasta 2010; licencias-maternidades en 2006 y 2008)

Otros:
- Kátia Maranhão, presentadora del Casseta & Planeta, Urgente! en 1992 y 1993
- Doris Giesse, presentadora del Doris para Mayores
- Cláudio Paiva, miembro del Planeta Diario hasta 1988
- Ronaldo Balassiano, exmiembro de la Casseta Popular
- Emanuel Jacobina, exmiembro de la Casseta Popular y de la banda Casseta & Planeta
- Mu Chebabi, miembro de la banda Casseta & Planeta y "casseta honorário"
- Luana Piovani, sustituyendo Maria Paula en licencia-maternidad
- Cláudia Rodrigues, sustituyendo Maria Paula en licencia-maternidad

## Lectura complementaria
- La Historia Completa del Casseta & Planeta, Editora Abril, 3 volúmenes.